# Ajax Cape Town F.C.
Ajax Cape Town er et fodboldakademi i Sydafrika (Ajax Amsterdam har stiftet det). Den mest kendte spiller, der er kommet fra Ajax Cape Town som blev hentet til Ajax Amsterdam[kilde mangler] er Steven Pienaar (som kom til Dortmund efter han havde været i Ajax Amsterdam, i dag spiller han i Everton FC).